# Steinerkirchen an der Traun
Steinerkirchen an der Traun est une commune autrichienne du district de Wels-Land en Haute-Autriche.